# Liste der denkmalgeschützten Objekte in Stratzing
Die Liste der denkmalgeschützten Objekte in Stratzing enthält die 8 denkmalgeschützten, unbeweglichen Objekte der Gemeinde Stratzing.

## Denkmäler
| Foto |                 | Denkmal                                                                               | Standort                                              | Beschreibung | Metadaten |
| ---- | --------------- | ------------------------------------------------------------------------------------- | ----------------------------------------------------- | --- | --- |
| ja   | Datei hochladen | Pfarrhof HERIS-ID: 50672 Objekt-ID: 55892                                             | Kirchengasse 5 Standort KG: Stratzing                 | Westlich gegenüber der Kirche liegt der 1884 erbaute, historistisch fassadierte Pfarrhof. | BDA-Hist.: Q38041551 Status: § 2a Stand der BDA-Liste: 2025-06-30 Name: Pfarrhof GstNr.: .60                                              |
| ja   | Datei hochladen | Kath. Pfarrkirche hl. Nikolaus HERIS-ID: 50671 Objekt-ID: 55891                       | bei Kirchengasse 5 Standort KG: Stratzing             | Von einer Bruchsteinmauer umgeben liegt südlich über dem Markt die Pfarrkirche hl. Nikolaus. Ihr basilikales Langhaus ist durch die spätgotische Erweiterung eines spätromanischen Saalbaus entstanden. Die Kirche hat einen gotischen Chor und einen spätromanischen/frühgotischen Chorturm. Das Langhaus ist durch barocke Rundbogenfenster geöffnet. Die romanischen Schlitzöffnungen in der Westfassade stammen vom romanischen Vorgängerbau. Im Süden liegt ein Spitzbogenportal mit Resten von Polychromierung. Der eingezogene Chor hat einen 5⁄8-Schluss und wird von einfach abgetreppten Strebepfeilern gestützt. Über dem ersten Chorjoch erhebt sich ein im Kern frühgotischer querrechteckiger Turmaufsatz von 1736, mit Lisenengliederung, Uhrengiebeln und Zwiebelhelm. Am Turmansatz sind drei mittelalterliche Kopfskulpturen eingemauert. Nördlich des Chores ist eine im Kern teilweise spätmittelalterliche Sakristei angebaut. | BDA-Hist.: Q38041545 Status: § 2a Stand der BDA-Liste: 2025-06-30 Name: Kath. Pfarrkirche hl. Nikolaus GstNr.: .61 Pfarrkirche Stratzing  |
| ja   | Datei hochladen | Wohn- und Wirtschaftsgebäude HERIS-ID: 40665 Objekt-ID: 40658                         | Obere Hauptstraße 8 Standort KG: Stratzing            | | BDA-Hist.: Q37995710 Status: Bescheid Stand der BDA-Liste: 2025-06-30 Name: Wohn- und Wirtschaftsgebäude GstNr.: .13                      |
| ja   | Datei hochladen | Bürgerhaus und Wirtschaftsgebäude HERIS-ID: 43568 Objekt-ID: 44181                    | Obere Hauptstraße 22 Standort KG: Stratzing           | Der Gebäudekomplex an der Oberen Hauptstraße 22 besteht aus einem straßenseitigen Haupttrakt, an den nördlich ein Seitenflügel anschließt. Dahinter liegen ein Presshaus und eine Scheune, unter denen sich ein ausgedehntes Tonnengewölbe erstreckt, das bis unter den Garten reicht. Östlich gegenüber dem Vorderhaus befindet sich ein Kleinhaus. Der stattliche Kernbau wurde 1640 als Jagdschloss des Freiherrn Ritter zu Muckenbruck errichtet. | BDA-Hist.: Q38003965 Status: Bescheid Stand der BDA-Liste: 2025-06-30 Name: Bürgerhaus und Wirtschaftsgebäude GstNr.: .6                  |
| ja   | Datei hochladen | Figurenbildstock Maria mit Kind HERIS-ID: 66825 Objekt-ID: 79734                      | bei Untere Hauptstraße 10 Standort KG: Stratzing      | Am Dorfplatz von Stratzing befindet sich eine Statue der Maria mit Kind aus dem 19. Jahrhundert auf einer neuen Säule. Das Denkmal wurde 1982 und 2012 renoviert. | BDA-Hist.: Q38114625 Status: § 2a Stand der BDA-Liste: 2025-06-30 Name: Figurenbildstock Maria mit Kind GstNr.: 2381/1                    |
| ja   | Datei hochladen | Bildstock HERIS-ID: 66823 Objekt-ID: 79732                                            | Untere Hauptstraße 40, östlich Standort KG: Stratzing | Südöstlich von Stratzing steht ein Tabernakelbildstock, die sog. Sebastianssäule. Sie wurde im Jahr 1680 aus Dankbarkeit für die Abwendung der Pest errichtet und im Jahr 1873 erneuert. | BDA-Hist.: Q38114605 Status: § 2a Stand der BDA-Liste: 2025-06-30 Name: Bildstock GstNr.: 2599                                            |
| ja   | Datei hochladen | Bildstock, Kallingerkreuz HERIS-ID: 35155 Objekt-ID: 33783                            | Standort KG: Stratzing                                | Nördlich von Stratzing steht ein ummantelter Bildstock aus dem Jahr 1641. Anmerkung: siehe Fehlerliste | BDA-Hist.: Q37961807 Status: § 2a Stand der BDA-Liste: 2025-06-30 Name: Bildstock, Kallingerkreuz GstNr.: 2599                            |
| ja   | Datei hochladen | Flur-/Wegkapelle mit ehem. Hütte der Weingartenhüter HERIS-ID: 77110 Objekt-ID: 90715 | Standort KG: Stratzing                                | In den Weinfeldern nordöstlich von Stratzing befindet sich ein etwa 4,2 Meter hoher Rokoko-Breitpfeiler aus der Zeit um 1750, an dessen Rückseite ein Raum für die Weinhüter angebaut ist, der äußerlich an den Betraum einer Kapelle erinnert. Der Breitpfeiler hat vorne eine tiefe Nische und darin ein polychromes Bild, auf dem der hl. Urban von Langres, der Schutzpatron der Winzer, mit Tiara, Bischofsstab und einem Korb Weintrauben dargestellt ist; darunter ein Bittgebet: „Heiliger Urban bitt für uns“. Eine kleinere Nische befindet sich im Aufsatz, darin ein polychromes Gnadenstuhl-Bild vom Typ Sonntagsberg und darüber ein lünettenähnlicher Aufsatz mit dem ebenfalls polychrom gemalten allsehenden Auge Gottes mit Strahlenglorie, bekrönt von einem schmiedeeisernen Kreuz mit Kleeblattenden. | BDA-Hist.: Q38148535 Status: § 2a Stand der BDA-Liste: 2025-06-30 Name: Flur-/Wegkapelle mit ehem. Hütte der Weingartenhüter GstNr.: 2387 |